# Neopanax colensoi
Neopanax colensoi är en araliaväxtart som först beskrevs av Joseph Dalton Hooker, och fick sitt nu gällande namn av Allan. Neopanax colensoi ingår i släktet Neopanax och familjen Araliaceae. Inga underarter finns listade.